# Sopwith Special thủy phi cơ ngư lôi Kiểu C
 Sopwith Special thủy phi cơ ngư lôi Type C là một loại máy bay đầu tiên của Anh được thiết kế để thả ngư lôi.

## Tính năng kỹ chiến thuật
Dữ liệu lấy từ British Aircraft Before the Great War
Đặc tính tổng quát
- Kíp lái: 2
- Chiều dài: 36 ft 0 in (10,97 m)
- Sải cánh trên: 66 ft 0 in (20,12 m)
- Sải cánh dưới: 58 ft 0 in (17,68 m)
- Chiều cao: 12 ft 10 in (3,91 m)
- Diện tích cánh: 785 foot vuông (72,9 m2)
- Trọng lượng rỗng: 3.243 lb (1.471 kg)
- Trọng lượng có tải: 4.324 lb (1.961 kg)
- Động cơ: 1 × Salmson 2M7 (Canton-Unné) , 200 hp (150 kW)
- Cánh quạt: 2-lá, 9 ft (2,7 m) đường kính